# Comuna Lîstvînne, Nîjnohirskîi
Lîstvînne (în ucraineană Листвинне) este o comună în raionul Nîjnohirskîi, Republica Autonomă Crimeea, Ucraina, formată din satele Kîrsanivka, Lîstvînne (reședința) și Țvitușce.

## Demografie
Componența lingvistică a comunei Lîstvînne
     Rusă (94,6%)
     Ucraineană (5,11%)
     Alte limbi (0,22%)
Conform recensământului din 2001, majoritatea populației comunei Lîstvînne era vorbitoare de rusă (94,6%), existând în minoritate și vorbitori de ucraineană (5,11%).